# 1.ª División de Guardias (Ejército Imperial Japonés)
La 1.ª División de Guardias del Ejército Imperial Japonés (近衛第1師団, Konoe Dai-ichi Shidan) se formó a partir de la Brigada Mixta de Guardias en junio de 1943 y se agregó un nuevo Regimiento de Guardias, el 6.º, con el 1.º Regimiento de Caballería de Guardias, el 1.º Regimiento de Artillería de Campaña de Guardias, el 1.er Regimiento de Ingenieros de Guardias y el 1.º Regimiento de Transporte de Guardias, y otras unidades de apoyo.
Con base en Tokio, Japón, hasta el final de la Segunda Guerra Mundial.